# Тевлянто
Тевлянто (1905—1959) — советский государственный деятель, председатель исполкома Чукотского окружного Совета депутатов трудящихся (1934—1946), первый чукотский депутат Верховного Совета СССР (1937—1946).

## Биография
Родился в семье бедняка-оленевода, кочевавшего недалеко от чукотского посёлка Усть-Белая; дед Тевлянто был шаманом. Родители рано умерли, с четырнадцати лет батрачил у торговцев.
В январе 1920 года в Усть-Белой он встретил членов Первого Ревкома Чукотки — А. Берзиня, М. Куркутского, М. Галицкого, Н. Кулиновского. В 1926 году Тевлянто направляют на учёбу в Ленинград в Институт народов Севера на отделение партийного и советского строительства; хотя перед этим он работал переводчиком, ему пришлось испытать серьёзные затруднения с русским языком. Из-за болезни он возвращался обратно, институт окончил только в 1934 году. Работал инструктором Анадырского райисполкома, массовиком на Лаврентьевской культбазе, помощником краеведа на Чаунской культбазе, где встретился и работал вместе с первым секретарём Чаунского РК ВКП(б) Н. Ф. Пугачёвым.
В 1934 году Тевлянто избирается председателем исполкома Чукотского окружного Совета депутатов трудящихся, на каковой должности работает до 1946 года (обычно на Чукотке чукчи делали карьеру в исполкоме, а русские — в партийных органах). В декабре 1937 года он был избран депутатом первого созыва Верховного Совета СССР от Чукотского национального округа. За заслуги в освоении Северного морского пути в 1939 году Тевлянто был награждён орденом Трудового Красного Знамени.
В 1936 году женился на известном библиографе Севера М. Ф. Клейн (до этого бывшей замужем за химиком К. А. Клейном).
В 1937 году раскритиковал с группой чукчей пьесу в стихах И. Сельвинского «Умка — белый медведь» за «клевету» на советских чукчей.
В годы Великой Отечественной войны Тевлянто занимался организацией переброски самолётов с Аляски в Сибирь. Его дважды, в 1944 и 1945 гг., наградили орденом Красной Звезды.
В последние годы жизни из-за болезни вынужден был перебраться в Полтаву.
Награждён орденом Трудового Красного Знамени (03.05.1940) — «за выдающиеся заслуги в деле освоения Северного Морского Пути и районов Крайнего Севера, а также за образцовую и самоотверженную работу в период арктических навигаций 1938 и 1939 годов».

## Память
В 1977 году Чукотский окружной комитет ВЛКСМ установил премию имени Тевлянто для лучших студентов вузов из числа коренных народностей Чукотки. В честь Тевлянто названы улицы в Анадыре и Рыркайпии.